# Hranovnické pleso
Hranovnické pleso je přírodní památka v oblasti Slovenský ráj. Jedná se o krasovou lokalitu s výskytem jeskyň.
Nachází se v katastrálním území obce Hranovnica v okrese Poprad v Prešovském kraji. Území bylo vyhlášeno či novelizováno v roce 1984 na rozloze 68,0900 ha. Ochranné pásmo nebylo stanoveno.